# Jean Daldosso
Jean Daldosso (* 1958) ist ein französischer Orgelbauer. Er führt ein namensgleiches Orgelbauunternehmen mit Sitz im südfranzösischen Gimont im Département Gers.

## Ausbildung
Daldosso lernte das Orgelbauerhandwerk bei Pascal Quoirin in Carpentras und eröffnete 1984 seinen eigenen Orgelbaubetrieb in Gimont.
Charakteristisch für die meisten Orgeln von Daldasso ist das Auflösen des klassischen Werkprinzips. Viele seiner zweimanualigen Instrumente besitzen in den Manualen ausschließlich Wechselschleifen, sodass die Register entweder dem einen oder dem anderen Manual zugeteilt werden können. In der romantischen Orgel des Temple du Salin in Toulouse sind statt der klassischen Werkaufteilung die drei Windladen Fonds, Solo expressif und Grand Choeur expressif frei an beide Klaviaturen ankoppelbar.

## Werkliste (Auswahl)
| Jahr | Ort              | Gebäude                                           | Bild | Manuale | Register | Bemerkungen |
| ---- | ---------------- | ------------------------------------------------- | ---- | ------- | -------- | --- |
| 1994 | Toulouse         | Conservatoire National de Région (Salle Messiaen) |      | II/P    | 10       | |
| 1997 | Serres-sur-Arget | Abteikirche Notre-Dame-du-Pesquié                 |      | II/P    | 14       | |
| 1999 | Naucelle         | Saint-Martin                                      |      | I/P     | 16       | Orgel im italienischen Stil. |
| 2003 | Guignicourt      | Saint-Pierre                                      |      | II/P    | 16       | Alle Manualregister sind als Wechselschleifen ausgeführt und können entweder dem I. oder dem II. Manual zugeordnet werden. |
| 2005 | Toulouse         | Temple du Salin                                   |      | II/P    | 23       | Im historischen Gehäuse von Puget (1920); Progressives Werkkonzept mit drei frei ankoppelbaren Manualwerken auf zwei Manualen (Fonds, Solo expressif, Grand Choeur expressif).                                                                             |
| 2006 | Bouc-Bel-Air     | Saint-André                                       |      | II/P    | 16       | Alle Manualregister sind als Wechselschleifen ausgeführt und können entweder dem I. oder dem II. Manual zugeordnet werden. |
| 2009 | Urrugne          | Saint-Vincent-de-Xaintes                          |      | IV/P    | 38       | 2015 umfassende Erweiterung durch Daldosso; größtes Instrument dieses Erbauers; Die Register von Grand Orgue und Positif sind als Wechselschleifen ausgeführt und können entweder dem I. oder dem II. Manual zugeordnet werden.                            |
| 2011 | Imphy            | Saint-Éloi                                        |      | II/P    | 16       | Alle Manualregister sind als Wechselschleifen ausgeführt und können entweder dem I. oder dem II. Manual zugeordnet werden. |
| 2013 | Rocamadour       | Saint-Sauveur                                     |      | II/P    | 21       | Ungewöhnliche Aufstellung der Orgel mit zwei Seitenprospekten vor der Doppelempore. Der Unterbau besitzt die Form eines Bootes. Alle Manualregister sind als Wechselschleifen ausgeführt und können entweder dem I. oder dem II. Manual zugeordnet werden. |
| 2016 | Alençon          | Notre-Dame                                        |      | III/P   | 40       | Unter Verwendung des historischen Gehäuses von 1537. |